# 大矢孝酒造
大矢孝酒造株式会社（おおやたかししゅぞう）は、神奈川県愛甲郡愛川町に本社を置く酒造メーカー。
1830年（文政13年）創業。丹沢水系の伏流水を仕込み水に使用した地酒を作っている。2016年（平成18年）から杜氏ではなく社員による日本酒作りをしており、現在は純米酒に絞っている。

## 代表銘柄
- 残草蓬莱（ざるそうほうらい）
- 昇龍蓬莱

## 受賞履歴
- 2012年 第93回南部杜氏自醸清酒鑑評会 首席[2][3]
- 2013年 第94回南部杜氏自醸清酒鑑評会 2位[4]